# Carroll-universiteit
De Carroll-universiteit (Carroll University) is een Amerikaanse christelijke universiteit, verbonden met de Presbyteriaanse Kerk. De universiteit is opgericht in 1846 en bevindt zich bij Waukesha in de staat Wisconsin.
De universiteit biedt momenteel meer dan 60 studiegebieden aan, veelal op undergraduate-niveau maar ook een paar op master-niveau. Er zijn 96 fulltime faculteitsleden op de universiteit, en ongeveer 3292 studenten uit 28 staten en 27 landen.
Voor 1 juli 2008 stond de universiteit nog bekend als het Carroll College (Wisconsin).

## Oudste universiteit
De Caroll-universiteit beweert zelf het oudste nog bestaande college in Wisconsin te zijn, maar het Beloit College claimt die titel eveneens.
De Prairieville Academy, welke later uitgroeide tot het Carroll College (en tegenwoordig de Carroll-universiteit) werd opgericht in 1841. Drie jaar later, in de zomer van 1844, werd de basis gelegd voor het Beloit College in de vorm van een groep mensen uit New England die zichzelf "Friends of Education" noemden.
Beloit beweert het oudste college in de staat te zijn dat voortdurend in gebruik is geweest. Tijdens de jaren 60 van de 19e eeuw dwongen de Amerikaanse Burgeroorlog en financiële problemen het Carroll College om tijdelijk te sluiten, terwijl Beloit wel open bleef.

## Noemenswaardige alumni
- John Ball, Amerikaans schrijver.
- Alfred Lunt, Amerikaans acteur
- Dennis Morgan, Amerikaans acteur
- Fred MacMurray, Amerikaans acteur
- James M. Schneider, voormalig Senior Vice President & Chief Financial Officer van Dell, Inc..
- William A. Raabe – zakelijk auteur en professor aan de Ohio State University
- William C. R. Sheridan, Bisschop in Noord-Indiana
- Eric Szmanda, Acteur uit CSI
- Mel Lawrenz, auteur en senior-pastoor van de Elmbrook kerk, de grootste kerk in Wisconsin
- Steven Burd, voorzitter, president en CEO van Safeway Inc.
- Phil Quast, Vice-admiraal van de United States Navy (gepensioneerd)